# Urmele Diavolului
Urmele Diavolului (în engleză Devil's Footprints) au fost un fenomen care a avut loc în februarie 1855, în jurul estuarului Exe, în estul și sudul comitatului Devon⁠(d), Anglia. După o ninsoare abundentă, urme asemănătoare copitelor au apărut peste noapte în zăpadă, acoperind o distanță totală estimată de aproximativ 60 până la 160 km. Urmele au fost numite astfel deoarece unele persoane au sugerat că ar fi fost lăsate de Satan, făcând comparații cu o copită despicată. Au fost propuse numeroase teorii pentru a explica incidentul, iar veridicitatea sa a fost, de asemenea, contestată.

## Incident
În noaptea de 8-9 februarie 1855 și în una sau două nopți ulterioare, după o ninsoare abundentă, o serie de urme asemănătoare unor copite au apărut în zăpadă. Aceste urme, majoritatea măsurând aproximativ 10 cm lungime și 7,6 cm lățime, erau distanțate între 20 și 41 cm și, în mare parte, aliniate într-un singur șir. Au fost raportate din peste 30 de locații din Devon și câteva din Dorset. S-a estimat că distanța totală a urmelor se ridica între 60 și 160 km. Case, râuri, căpițe de fân și alte obstacole au fost traversate în linie dreaptă. Urmele au traversat case, râuri, căpițe de fân și alte obstacole în linie dreaptă. De asemenea, au apărut pe acoperișurile acoperite de zăpadă și pe ziduri înalte, intrând și ieșind chiar din țevi de scurgere cu un diametru de doar 10 cm. Ediția din 26 mai 1855 a publicației Bell's Life in Sydney a publicat în coloana sa „Extrase diverse” un articol din „Weekly Dispatch” datat 18 februarie:
„Se pare că joi noaptea a avut loc o ninsoare foarte abundentă în vecinătatea orașului Exeter și în sudul comitatului Devon. A doua zi dimineață, locuitorii orașelor menționate au fost surprinși să descopere urmele pașilor unui animal straniu și misterios, înzestrat cu puterea ubicuității, deoarece urmele puteau fi văzute în tot felul de locuri inexplicabile – pe acoperișurile caselor și pe ziduri înguste, în grădini și curți interioare, înconjurate de ziduri înalte și garduri, precum și în câmpuri deschise.”
„Cei superstițioși merg atât de departe încât cred că sunt urmele Satanei însuși, și se poate judeca amploarea agitației din faptul că subiectul a fost discutat de la amvon.”

„Urmele piciorului semănau îndeaproape cu cele ale unei potcoave de măgar și măsurau de la un inci și jumătate până la doi inci și jumătate în lățime. Ici și colo păreau despicate, dar în general pașii erau continui și, din faptul că zăpada din centru rămânea intactă, arătând doar creasta exterioară a piciorului, se pare că acestea trebuiau să fi fost concave.”
Zona în care au apărut urmele se întindea de la Exmouth până la Topsham⁠(d) și traversa estuarul Exe până la Dawlish și Teignmouth. R.H. Busk, într-un articol publicat în Notes and Queries în 1890, a afirmat că urmele au fost observate și mai departe, până în sud, la Totnes și Torquay, și că au existat alte rapoarte despre urme până la Weymouth (Dorset) și chiar Lincolnshire.

## Dovezi
Există puține dovezi directe ale fenomenului. Singurele documente cunoscute au fost găsite după publicarea, în 1950, a unui articol în „Transactions of the Devonshire Association”, care solicita informații suplimentare despre eveniment. Acest lucru a dus la descoperirea unei colecții de hârtii aparținând reverendului H.T. Ellacombe, vicarul din Clyst St George⁠(d) în anii 1850. Aceste hârtii includeau scrisori adresate vicarului de către prietenii săi, printre care reverendul G.M. Musgrove, vicarul din Withycombe Raleigh, o ciornă a unei scrisori către The Illustrated London News⁠(d) marcată „nu pentru publicare”, și mai multe schițe aparente ale urmelor.
Mike Dash⁠(d) a compilat materialul sursă primar și secundar disponibil într-o lucrare intitulată The Devil's Hoofmarks: Source Material on the Great Devon Mystery of 1855, care a fost publicată în Fortean Studies⁠(d) în 1994.

## Ipoteze
Au fost oferite multe explicații pentru incidentul Urmele Diavolului. Unii investigatori sunt sceptici cu privire la faptul că urmele s-ar fi întins pe mai mult de o sută de mile, argumentând că nimeni nu ar fi putut urmări întregul traseu într-o singură zi. Un alt motiv de scepticism, așa cum indică Joe Nickell⁠(d), este că descrierile martorilor oculari ale urmelor variau considerabil de la o persoană la alta.
În articolul său din Fortean Studies, Mike Dash a concluzionat că nu exista o singură sursă pentru „urmele de copite”: unele dintre urme erau probabil farse, altele au fost făcute de „patrupede obișnuite”, precum măgari și ponei, iar unele ar fi putut fi lăsate de rozătoare, cum ar fi șoarecii de pădure⁠(d). Dash a admis, totuși, că aceste explicații nu acoperă toate urmele raportate și că „misterul rămâne”.

### Balon
Autorul Geoffrey Household a sugerat că „un balon experimental” eliberat din greșeală de la șantierul naval din Devonport⁠(d) ar fi lăsat urmele misterioase prin târârea a două lanțuri la capătul frânghiilor sale de ancorare. Sursa sa a fost un localnic, maiorul Carter, al cărui bunic lucrase la Devonport în acea perioadă. Carter a susținut că incidentul fusese mușamalizat, deoarece balonul distrusese și o serie de sere, solarii și feronerie, înainte de a ateriza în cele din urmă în Honiton.
Deși această teorie ar putea explica forma urmelor, scepticii au pus sub semnul întrebării posibilitatea ca balonul să fi călătorit pe un traseu atât de aleatoriu, în zigzag, fără ca frânghiile și lanțurile sale să se prindă într-un copac sau altă obstrucție similară.

### Șoareci (Notomys)

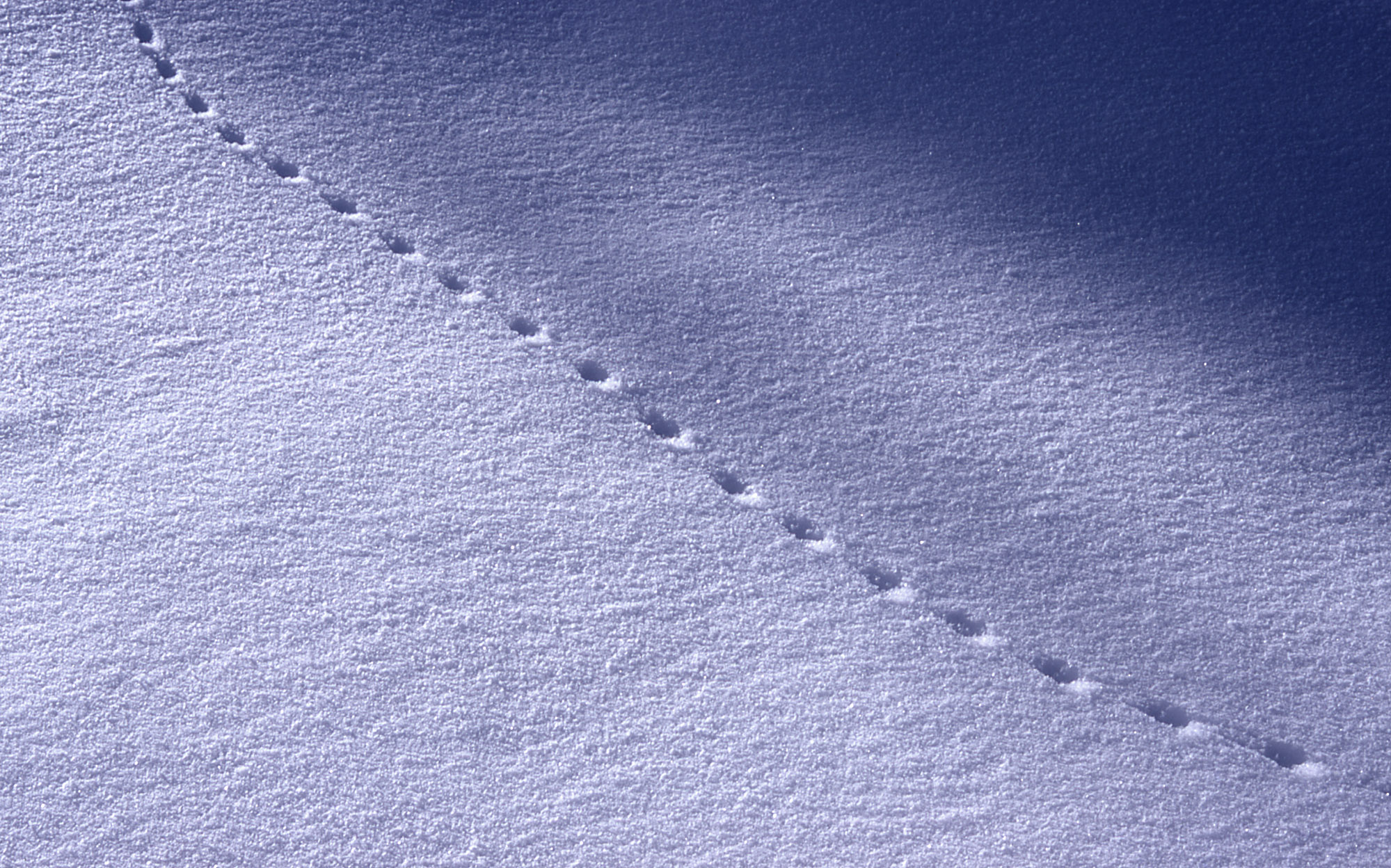
Urme de rozătoare (Mus) în zăpadă.

Mike Dash a sugerat că cel puțin unele dintre urme, inclusiv cele găsite pe acoperișuri, ar fi putut fi făcute de rozătoare, cum ar fi șoarecii de pădure⁠(d). Urma lăsată după ce un șoarece sare seamănă cu cea a unui animal cu copita despicată, datorită mișcărilor membrelor sale în timpul săriturii. Dash a afirmat că teoria conform căreia urmele din Devon au fost făcute de rozătoare a fost propusă inițial în martie 1855, în The Illustrated London News. În ediția din 10 martie 1855 a ziarului, Thomas Fox, un berar și producător de cărămizi din Ballingdon⁠(d), a prezentat ilustrații ale urmelor de rozătoare în diferite adâncimi ale zăpezii, precum și o diagramă care arăta cum membrele posterioare și anterioare ale rozătoarelor creează urmele în formă de „copită”.

### Cangur
Într-o scrisoare adresată Illustrated London News⁠(d) în 1855, reverendul G. M. Musgrave a scris: „În decurs de câteva zile s-a răspândit zvonul că o pereche de canguri a scăpat dintr-o menajerie privată (a domnului Fische, cred) din Sidmouth.” Totuși, se pare că nimeni nu a verificat dacă cangurii chiar evadaseră sau cum ar fi putut traversa estuarul Exe. Musgrave însuși a recunoscut că a inventat povestea pentru a calma îngrijorările enoriașilor săi cu privire la o posibilă vizită a diavolului:
„Am găsit o oportunitate foarte potrivită de a menționa cangurii, făcând aluzie la zvonul care circula la acea vreme. Cu siguranță nu am crezut în acea versiune a misterului... însă starea de spirit a sătenilor, care se temeau să iasă după apus, fiind convinși că era lucrarea diavolului, făcea foarte necesar să ofer o altă interpretare unei idei atât de degradante și viciate... și am fost recunoscător că povestea despre canguri a ajutat la risipirea unor idei atât de denigratoare.”—Rev G. M. Musgrove: scrisoare către The Illustrated London News, 3 martie 1855.

### Bursuci
Într-o altă scrisoare către editorul Illustrated London News, publicată pe 3 martie 1855, Richard Owen a prezentat teoria conform căreia urmele ar fi fost făcute de un bursuc. El argumenta că bursucul era „singurul patruped plantigrad de pe această insulă” și că „lasă o urmă mai mare decât s-ar presupune după dimensiunea sa”. Owen a sugerat că numărul mare de urme indica activitatea mai multor animale, deoarece „este improbabil ca un singur bursuc să fi fost treaz și flămând”, adăugând că bursucul era „un prădător viclean și foarte activ, perseverent în căutarea hranei”.

## Incidente similare
Există rapoarte despre urme anomale similare care ignoră obstacolele din alte părți ale lumii, deși niciunul nu este de o asemenea amploare. Un astfel de caz a fost raportat cu 15 ani mai devreme în The Times:
„Printre munții înalți ai acelui district înalt, unde Glenorchy, Glenlyon și Glenochay sunt contigue, s-au întâlnit de mai multe ori, în timpul acestei ierni și al celei precedente, pe zăpadă, urmele unui animal aparent necunoscut în prezent în Scoția. Urma labei este în toate privințele o reproducere exactă a celei a unui mânz de dimensiuni considerabile, cu poate o mică diferență: talpa pare puțin mai lungă sau nu atât de rotundă; dar, cum nimeni nu a avut încă norocul să vadă această creatură, nu se poate spune mai mult despre forma sau dimensiunile sale. S-a remarcat doar că, din adâncimea la care se afundau picioarele în zăpadă, trebuie să fie o bestie de dimensiuni considerabile; s-a observat, de asemenea, că mersul său nu este ca al majorității patrupedelor, ci mai degrabă asemănător cu săritul sau șchiopătatul unui iepure, când nu este speriat sau urmărit. Nu doar într-o singură localitate au fost întâlnite urmele sale, ci pe o distanță de cel puțin douăsprezece mile.”—The Times, 14 martie 1840, p. 1.
În Illustrated London News din 17 martie 1855, un corespondent din Heidelberg a scris, „pe baza autorității unui doctor polonez în medicină”, că pe Piaskowa-góra (Dealul de Nisip), o mică elevație la granița cu Galiția, dar în Polonia Congresului, astfel de urme pot fi văzute în zăpadă în fiecare an și, uneori, în nisipul acestui deal, fiind „atribuite de către locuitori influențelor supranaturale”.
În 2013, au fost raportate urme similare în Girvan⁠(d), Scoția, posibil ca parte a unei farse de 1 aprilie.